# Royal Johor Country Club
De Royal Johor Country Club is een countryclub net buiten Johor Bahru.
Er is een golfbaan en er zijn zwembaden, tennis- en squashbanen.
Golf
Er is nu een 18-holes golfbaan die in eerste instantie in 1972 als 9 holesbaan werd aangelegd door het Ministerie van Publieke Werken en toen Tasek Utara Golf Club heette. In 1974 werd de baan uitgebreid en was het de eerste golfbaan in Maleisië met 18 holes. In 1991 werd hij gerenoveerd door Max Wexler. Het resultaat is boeiend. Het terrein heeft meer dan 500 soorten bomen, er zijn ravijnen en meren.
De par van de baan is 72.
Sinds 2007 wordt hier jaarlijks het Iskandar Johor Open gespeeld.